# Bożena Łukasik
Bożena Łukasik (ur. 16 lutego 1985) – polska lekkoatletka, sprinterka.
Zawodniczka RLTL ZTE Radom największy indywidualny sukces odniosła podczas Młodzieżowych Mistrzostw Europy w Lekkoatletyce, gdzie zajęła 5. miejsce w biegu na 400 metrów (Debreczyn, Węgry 2007).
W sztafecie 4x400 metrów zajęła 6. miejsce podczas Halowych Mistrzostw Świata w Lekkoatletyce (Walencja 2008) (polska sztafeta biegła w składzie : Agnieszka Karpiesiuk, Ewelina Sętowska-Dryk, Jolanta Wójcik oraz Bożena Łukasik).
Była ona również w składzie na Mistrzostwa Świata w Lekkoatletyce (Osaka 2007), gdzie pojechała jako rezerwowa do sztafety 4x400 metrów i ostatecznie nie wystąpiła.

## Rekordy życiowe
- 100 metrów – 12.25 6 czerwca 2007 	Siedlce 	(wiatr -0.9)
- 200 metrów – 24.45  28 maja 2005 Biała Podlaska (wiatr -0.9)
- 400 metrów – 52.96  13 lipca 2007	Debreczyn
- 400 metrów (hala) – 54.33 24 lutego 2008 Spała